# Rhynchostegium myosuroides
Rhynchostegium myosuroides là một loài rêu trong họ Brachytheciaceae. Loài này được Brid. De Not. mô tả khoa học đầu tiên năm 1867.